# Marc Hirschi
Marc Hirschi (* 24. srpna 1998) je švýcarský profesionální silniční cyklista působící ve švýcarském UCI Continental týmu Tudor Pro Cycling.

## Kariéra
V září 2018 bylo oznámeno, že Hirschi podepsal tříletý kontrakt s UCI WorldTeamem Team Sunweb od roku 2019. Téhož měsíce vyhrál Hirschi silniční závod do 23 let na mistrovství světa v rakouském Innsbrucku. V srpnu 2020 byl jmenován na startovní listině Tour de France 2020. V průběhu této Tour vyhrál dvanáctou etapu, třikrát stanul na pódiu jako nejbojovnější jezdec dne a v cíli získal celkovou cenu bojovnosti. Týden po Tour získal bronzovou medaili v silničním závodu na mistrovství světa v italské Imole. O tři dny později vyhrál klasiku Valonský šíp poté, co zaútočil 50 metrů před cílem na stoupání Mur de Huy. Stal se tak prvním švýcarským vítězem tohoto závodu od roku 1952, kdy vyhrál Ferdinand Kübler.
V lednu 2021 byl se souhlasem obou stran ukončen Hirschiho kontrakt se sestavou Team DSM a Hirschi namísto toho podepsal tříletou smlouvu s UCI WorldTeamem UAE Team Emirates.

## Hlavní výsledky

### Silniční cyklistika
2015
Národní šampionát
 vítěz silničního závodu juniorů
2. místo časovka juniorů
Grand Prix Rüebliland
 celkový vítěz
 vítěz soutěže mladých jezdců
vítěz 1. etapy
Grand Prix Général Patton
 celkový vítěz
5. místo Trofeo Emilio Paganessi
Mistrovství Evropy
5. místo silniční závod juniorů
7. místo časovka juniorů
Oberösterreich Juniorenrundfahrt
8. místo celkově
Mistrovství světa
9. místo silniční závod juniorů
2016
Národní šampionát
 vítěz silničního závodu juniorů
Tour de Pays de Vaud
 celkový vítěz
vítěz Trofeo Emilio Paganessi
Mistrovství Evropy
 2. místo časovka juniorů
Grand Prix Rüebliland
3. místo celkově
vítěz 3. etapy
Grand Prix Général Patton
3. místo celkově
3. místo Gent–Wevelgem Juniors
5. místo Trofeo Buffoni
6. místo Paříž–Roubaix Juniors
Mistrovství světa
8. místo časovka juniorů
2017
Národní šampionát
 vítěz časovky do 23 let
vítěz Tour du Jura
Mistrovství Evropy
 3. místo silniční závod do 23 let
8. místo časovka do 23 let
6. místo Piccolo Giro di Lombardia
7. místo Ronde van Vlaanderen Beloften
2018
Mistrovství světa
 vítěz silničního závodu do 23 let
Mistrovství Evropy
 vítěz silničního závodu do 23 let
Tour Alsace
2. místo celkově
vítěz 3. etapy
Grand Prix Priessnitz spa
3. místo celkově
vítěz 2. etapy
Národní šampionát
3. místo silniční závod do 23 let
4. místo časovka do 23 let
Tour de l'Ain
4. místo celkově
 vítěz soutěže mladých jezdců
Istrian Spring Trophy
5. místo celkově
vítěz 2. etapy
5. místo Lutych–Bastogne–Lutych Espoirs
5. místo Eschborn–Frankfurt Under–23
6. místo Ronde van Vlaanderen Beloften
8. místo Coppa Ugo Agostoni
Tour de Savoie Mont Blanc
10. místo celkově
10. místo Tour du Doubs
10. místo Tacx Pro Classic
2019
Národní šampionát
2. místo časovka
4. místo silniční závod
3. místo Clásica de San Sebastián
BinckBank Tour
5. místo celkově
Deutschland Tour
6. místo celkově
 vítěz soutěže mladých jezdců
10. místo E3 BinckBank Classic
2020
vítěz Valonský šíp
Tour de France
vítěz 12. etapy
lídr  po etapách 2 a 3
 cena bojovnosti po etapách 9, 12 a 18 a celková
2. místo Lutych–Bastogne–Lutych
Mistrovství světa
 3. místo silniční závod
2021
Tour de Luxembourg
2. místo celkově
vítěz 2. etapy
Národní šampionát
2. místo časovka
2. místo Veneto Classic
5. místo Brussels Cycling Classic
Mistrovství Evropy
6. místo silniční závod
6. místo Lutych–Bastogne–Lutych
10. místo Druivenkoers Overijse
2022
vítěz Per sempre Alfredo
vítěz Grosser Preis des Kantons Aargau
vítěz Giro della Toscana
vítěz Veneto Classic
Settimana Internazionale di Coppi e Bartali
3. místo celkově
8. místo GP Miguel Indurain
9. místo Lutych–Bastogne–Lutych
9. místo Amstel Gold Race
9. místo GP Industria & Artigianato di Larciano
9. místo Coppa Sabatini
2023
Národní šampionát
 vítěz silničního závodu
Tour de Hongrie
 celkový vítěz
vítěz 3. etapy
Tour de Luxembourg
 celkový vítěz
 vítěz soutěže mladých jezdců
vítěz Coppa Sabatini
vítěz Giro dell'Appennino
vítěz Prueba Villafranca de Ordizia
2. místo Grosser Preis des Kantons Aargau
2. místo Memorial Marco Pantani
2. místo Coppa Ugo Agostoni
2. místo Gran Piemonte
2. místo Veneto Classic
4. místo Eschborn–Frankfurt
4. místo Clásica Jaén Paraíso Interior
4. místo Coppa Bernocchi
5. místo Trofeo Matteotti
5. místo Giro del Veneto
Renewi Tour
6. místo celkově
6. místo Bretagne Classic
8. místo Cadel Evans Great Ocean Road Race
8. místo Grand Prix Cycliste de Québec
10. místo Lutych–Bastogne–Lutych
10. místo BEMER Cyclassics
10. místo Grand Prix Cycliste de Montréal
2024
Národní šampionát
5. místo silniční závod
6. místo Figueira Champions Classic
vítěz La Drôme Classic
2. místo Amstel Gold Race
3. místo Milán–Turín
3. místo Circuit Franco-Belge
5. místo celkově Tour de Hongrie
6. místo Boucles de la Mayenne
9. místo Eschborn–Frankfurt
Czech Tour
 celkový vítěz
 vítěz bodovací soutěže

#### Výsledky na Grand Tours
| Grand Tour      | 2020 | 2021 | 2022 | 2023 |
| --------------- | ---- | ---- | ---- | ---- |
| Giro d'Italia   | —    | —    | —    | —    |
| Tour de France  | 54   | 98   | 127  | —    |
| Vuelta a España | —    | —    | —    | —    |

#### Výsledky na klasikách
| Monument                        | 2019 | 2020      | 2021      | 2022 | 2023 | 2024 |
| ------------------------------- | ---- | --------- | --------- | ---- | ---- | ---- |
| Milán – San Remo                | 48   | —         | —         | —    | —    | 112  |
| Kolem Flander                   | —    | —         | —         | —    | —    | DNF  |
| Paříž–Roubaix                   | —    | NS        | —         | —    | —    |      |
| Lutych–Bastogne–Lutych          | 51   | 2         | 6         | 9    | 10   |      |
| Giro di Lombardia               | DNF  | —         | 36        | 81   | 19   |      |
| Klasika                         | 2019 | 2020      | 2021      | 2022 | 2023 | 2024 |
| Strade Bianche                  | 73   | DNF       | —         | —    | —    | 68   |
| Milán–Turín                     | 19   | —         | 46        | —    | —    | 3    |
| E3 BinckBank Classic            | 10   | NS        | —         | —    | —    | DNF  |
| Dwars door Vlaanderen           | 52   | NS        | —         | —    | —    | 32   |
| Brabantský šíp                  | 21   | —         | —         | 26   | 19   | 29   |
| Amstel Gold Race                | 54   | NS        | 35        | 9    | 36   | 2    |
| Valonský šíp                    | —    | 1         | —         | 32   | 80   | DNF  |
| Eschborn–Frankfurt              | —    | NS        | —         | —    | 4    | 9    |
| Clásica de San Sebastián        | 3    | NS        | —         | —    | 13   |      |
| EuroEyes Cyclassics             | 21   | Nejelo se | Nejelo se | —    | 10   |      |
| Bretagne Classic                | —    | —         | —         | —    | 6    |      |
| Grand Prix Cycliste de Québec   | 62   | Nejelo se | Nejelo se | —    | 8    |      |
| Grand Prix Cycliste de Montréal | 58   | Nejelo se | Nejelo se | —    | 10   |      |

| —   | Nezúčastnil se |
| DNF | Nedokončil     |
| NS  | Nejelo se      |

### Dráhová cyklistika
2016
Mistrovství světa juniorů
 vítěz madisonu (s Retem Müllerem)
Národní šampionát
 vítěz madisonu (s Retem Müllerem)